# Nakłady brutto na środki trwałe
Nakłady brutto na środki trwałe – nakłady podnoszące wartość majątku trwałego oraz nakłady ponoszone na remonty środków trwałych i przyrost wartości niematerialnych i prawnych. Nie obejmują nakładów będących pierwszym wyposażeniem inwestycji oraz odsetek od kredytów i pożyczek inwestycyjnych za okres realizacji inwestycji.